# College City (Arkansas)
College City es una ciudad ubicada en el condado de Lawrence en el estado estadounidense de Arkansas. En el Censo de 2010 tenía una población de 455 habitantes y una densidad poblacional de 402,01 personas por km².

## Geografía
College City se encuentra ubicada en las coordenadas 36°7′31″N 90°56′24″O / 36.12528, -90.94000. Según la Oficina del Censo de los Estados Unidos, College City tiene una superficie total de 1.13 km², de la cual 1.13 km² corresponden a tierra firme y (0%) 0 km² es agua.

## Demografía
Según el censo de 2010, había 455 personas residiendo en College City. La densidad de población era de 402,01 hab./km². De los 455 habitantes, College City estaba compuesto por el 98.68% blancos, el 0% eran afroamericanos, el 0.22% eran amerindios, el 0% eran asiáticos, el 0% eran isleños del Pacífico, el 0.44% eran de otras razas y el 0.66% pertenecían a dos o más razas. Del total de la población el 0.66% eran hispanos o latinos de cualquier raza.